# Sukamekar (Cibinong)
Sukamekar is een bestuurslaag in het regentschap Cianjur van de provincie West-Java, Indonesië. Sukamekar telt 4558 inwoners (volkstelling 2010).